# Campoplex erythromerus
Campoplex erythromerus là một loài tò vò trong họ Ichneumonidae.